# 纹尾斜鳞蛇
纹尾斜鳞蛇（学名：Pseudoxenodon stejnegeri）又名花尾斜鱗蛇、史丹吉氏斜鱗蛇，为游蛇科斜鳞蛇属的爬行动物。分布于臺灣以及中国大陆的浙江、安徽、福建、江西、河南、广西、四川、贵州等地，主要生活于山区森林。其生存的海拔范围为400至2100米。该物种的模式产地在臺灣阿里山。

## 特徵
花尾斜鳞蛇為小型蛇類，最常可長至90公分。體色多變，從紅褐色、綠褐色到棕褐色等顏色都有，身上有明顯的淺色花紋，會依個體的不同而有所不同，一般是以黑色中間為淺白色或淺褐色的斑紋較多。

## 習性
主要在日間活動，夜晚也會出現，卵生，以兩棲動物、青蛙為食，多棲息在中高海拔山區，生性隱密，不太容易被發現。

## 亚种
- 花尾斜鳞蛇指名亚种（学名： Barbour, 1908）：臺灣特有亞種，模式標本採集於阿里山。

## 保护
本种于2023年被收录入《有重要生态、科学、社会价值的陆生野生动物名录》。